# Cápila
Cápila (em sânscrito:  कपिल), um rixi (sábio), foi o décimo filho do sábio Cárdama e Devauti. De acordo com os Vedas, Cárdama recebeu uma bênção do Senhor Naraiana de que ele próprio nasceria como seu filho, alcançando o que Cárdama decidiu partir para a floresta para penitência e pesquisa sobre estudos védicos. Cárdama teve nove filhas muito instruídas e se casou com grandes sábios. Cápila nasceu então com grande conhecimento e sabedoria. Quando ele atingiu a maioridade, ele era mais conhecido como o fundador da escola Sânquia de filosofia hindu. Cápila é considerado um sábio védico, cuja vivência estima-se no século VI a.C, ou no século VII a.C. Sua influência no Buda e no budismo tem sido objeto de estudos acadêmicos. Ele é um dos estudiosos mais reverenciados da Índia antiga.
Muitas personalidades históricas do hinduísmo e do jainismo, figuras míticas, locais de peregrinação na religião indiana, bem como uma antiga variedade de vacas são chamadas de Cápila.

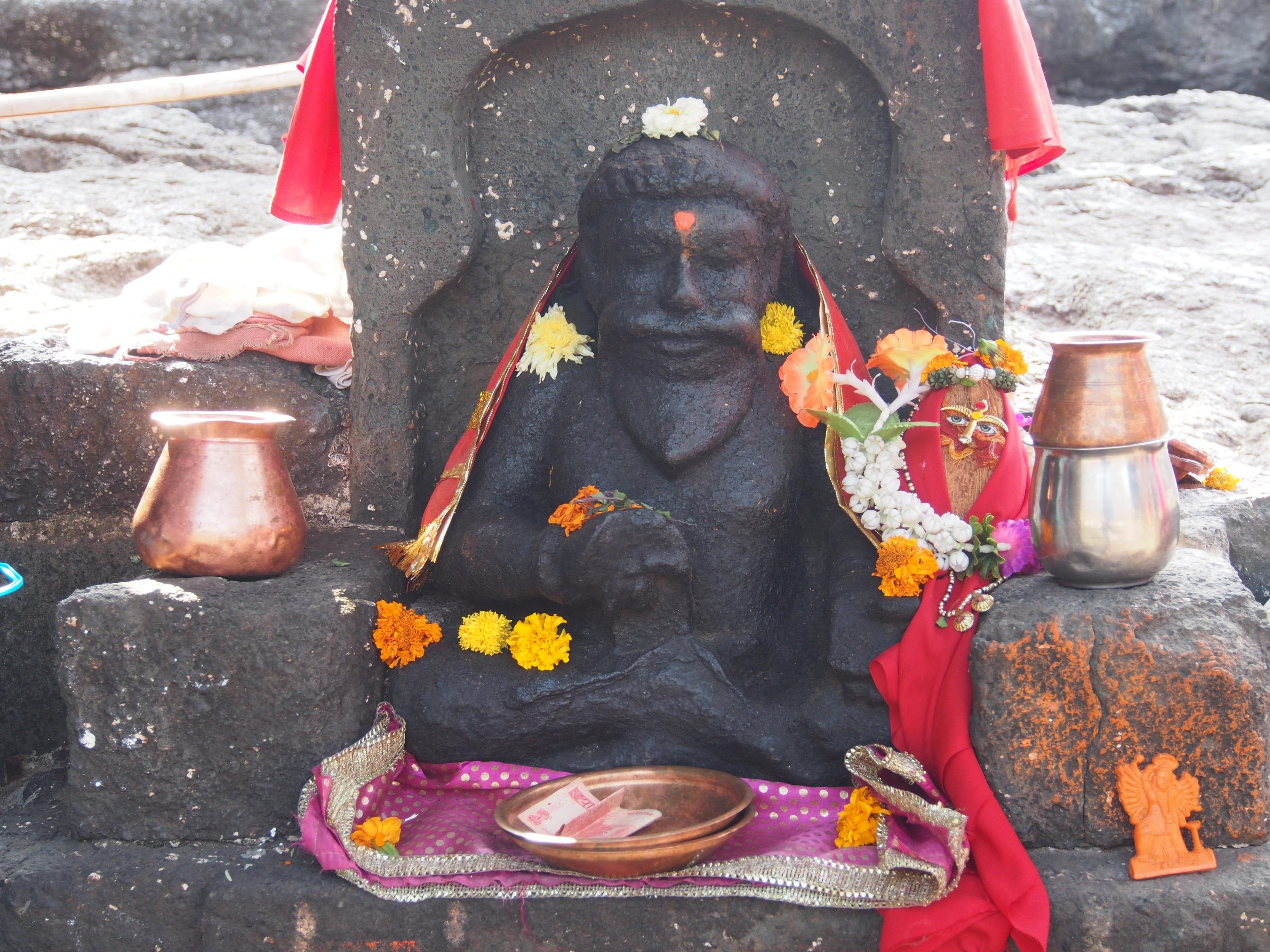
Estátua de Cápila, Nashik.